# Krystyna Daszkiewicz
Krystyna Czesława Paluszyńska-Daszkiewicz (ur. 12 marca 1924 w Toruniu, zm. 17 lutego 2025) – polska profesor nauk prawnych, karnistka.

## Życiorys
Córka powstańca wielkopolskiego i uczestnika wojny polsko-bolszewickiej. Podczas II wojny światowej w okresie okupacji niemieckiej była przetrzymywana w „obozie przejściowym” przy ulicy Łorzeńskiej w Toruniu. Od 1941 przebywała na obszarze Generalnego Gubernatorstwa, gdzie została wywieziona wraz z rodzicami. Pobierała nauki w Gimnazjum im. Adama Czartoryskiego w ramach tajnego nauczania. Działała w Armii Krajowej od 1942 do 1945. U kresu wojny służyła w szeregach oddziału partyzanckiego AK pod dowództwem „Lechity”. Przed wkroczeniem Armii Czerwonej (wraz z nadejściem frontu wschodniego) w 1944 funkcjonowała przy tworzeniu polskiej administracji w Kazimierzu Dolnym. Po wojnie zdała egzamin dojrzałości w Liceum Ogólnokształcącym im. Stefana Żeromskiego w Toruniu. Podjęła studia na kierunku prawa na Wydziale Prawa Uniwersytecie Mikołaja Kopernika w Toruniu. Podczas studiów odnosiła sukcesy w konkursach krasomówczych studentów prawa oraz została asystentką w Katedrze Prawa Karnego UMK na czwartym roku nauki. W 1951 obroniła doktorat. Po tym jak na toruńskiej uczelni został zlikwidowany Wydział Prawa, przeniosła się na Wydział Prawa Uniwersytetu Adama Mickiewicza w Poznaniu, gdzie była kolejno młodszym asystentem, starszym asystentem i adiunktem. W 1959 została docentem, w 1971 uzyskała tytuł profesora nadzwyczajnego, a w 1977 tytuł profesora zwyczajnego. Podczas stanu wojennego 1981–1983 była obrońcą w procesach sądowych studentów i pracowników uczelni. Publikowała w czasopiśmie „Palestra”.
Głównymi tematami jej pracy naukowej zostały: prawo karne, patologia społeczna, odpowiedzialność karnej za niemieckie zbrodnie wojenne i zbrodnie przeciwko ludzkości, zbrodnie ustrojów totalitarnych, nadużycia władzy, kwestie reformy prawa karnego w Polsce, sprawa uprowadzenia i zamordowania ks. Jerzego Popiełuszki (była obserwatorem całego procesu morderców duchownego prowadzonego w Toruniu i Warszawie).
Jej mężem był prof. zw. dr. hab. Wiesław Daszkiewicz, także pracownik naukowy UAM (1927–2013), z którym miała dwóch synów: Pawła (lekarz, dyrektor Szpitala Klinicznego im. Karola Jonschera w Poznaniu) i Piotra.
26 lutego 2025 została pochowana na Cmentarzu Junikowo w Poznaniu.

## Publikacje
- Groźba w polskim prawie karnym (1958)
- Prawo karne. Skrypt (1961)
- Zarys systemu prawnego NRD (1963)
- Przestępstwa z premedytacją (1968)
- Przedawnienie zbrodni wojennych i zbrodni przeciw ludzkości w prawie karnym RFN. O roli i funkcji § 50 ust. ustępu 2 K.K. kodeksu karnego z 1871 r. (1970)
- Klimaty bezprawia (1971)
- Zbrodnie hitlerowskie w prawie karnym Niemieckiej Republiki Federalnej (1972)
- Kulisy zbrodni (1974)
- Traktat o złej robocie (1974)
- Nadzwyczajne złagodzenie kary w polskim kodeksie karnym (1976)
- Przestępstwa z afektu w polskim prawie karnym (1982)
- Uprowadzenie i morderstwo Ks. Jerzego Popiełuszki (1990)
- Kulisy zbrodni. Dziesiąty rok od morderstwa ks. Jerzego Popiełuszki (1994)
- Zamknięty rozdział (1998)
- Śmierć Księdza Jerzego Popiełuszki (2000)
- Przestępstwa przeciwko życiu i zdrowiu- Rozdział XIX Kodeksu karnego. Komentarz (2000)
- Sprawa morderstwa Ks. Jerzego Popiełuszki raz jeszcze (2004)
- Przestępstwa przeciw życiu i zdrowiu – komentarz (2000)
- Kodeks karny z 1997 roku – uwagi krytyczne (2001)
- Niemieckie ludobójstwo na narodzie polskim 1939–1945 (2009)

## Odznaczenia i nagrody
Odznaczenia
- Krzyż Komandorski z Gwiazdą Orderu Odrodzenia Polski (6 listopada 2008, postanowieniem Prezydenta RP Lecha Kaczyńskiego, „za wybitne zasługi dla Rzeczypospolitej Polskiej, za działalność na rzecz przemian demokratycznych, za osiągnięcia w podejmowaniu z pożytkiem dla kraju pracy zawodowej i działalności społecznej”)[6]
- Krzyż Kawalerski Orderu Odrodzenia Polski

Nagrody
- Nagroda Instytutu Józefa Piłsudskiego w Ameryce
- Nagroda Ministerstwa Edukacji – dwukrotnie
- Nagroda Resortowa Ministerstwa Sprawiedliwości (za całokształt działalności)
- Nagroda im. Jerzego Łojka (2004, przyznana przez Fundację Łojka przy Instytucie Józefa Piłsudskiego w Ameryce za książkę Sprawa morderstwa ks. Jerzego Popiełuszki raz jeszcze)[7]
- Tytuł „Zasłużona dla miasta Poznania” (13 maja 2008)[8]
- Medal Homini Vere Academico (2017)[9]